# Medaille ter gelegenheid van het Vijftigjarig Jubileum in 1903
De Medaille ter gelegenheid van het Vijftigjarig Jubileum in 1903 (Duits: Medaille zum 50-jährigen Regierungs-jubiläum 1903) was een onderscheiding van het kleine Duitse hertogdom Saksen-Altenburg. De onderscheiding werd ingesteld door de regerende hertog Ernst I van Saksen-Altenburg om de feestelijkheden op 3 augustus 1903 luister bij te zetten.
De medaille werd in goud, zilver en brons uitgereikt aan de vorstelijke gasten (30 maal in goud), de hoogste ambtenaren, personen met rang van generaal, of daarmee gelijk te stellen maatschappelijke positie en "hoge dames" (zilver) en anderen (brons).
De medailles hebben een diameter van 30 millimeter, de gouden medaille weegt 18 gram. De medailles zijn gesigneerd met de initialen M.H. In de Praagse Burcht bevindt zich een grotere medaille uit de verzameling Václav Měřička. Deze medaille heeft een diameter van 32,2 millimeter, is slechts 1,8 millimeter dik en weegt 25 gram.
Dergelijke herinneringsmedailles worden sinds het midden van de 19e eeuw uitgereikt.
Op de voorzijde is de kop van Ernst II afgebeeld. Het portret is van de hand van Anton von Straszem. De medailleur signeerde M.H. Op de keerzijde staat de inscriptie ERNST HERZOG VON SACHSEN-ALTENBURG.3 AUGUST.1903. De medaille werd aan een 3 centimeter breed grasgroen lint met witte biezen op de linkerborst gedragen. Dames droegen de medaille aan een strik van deze stof op de linkerschouder.
De gouden medaille werd in een groen doosje van krokodillenhuid uitgereikt. De zilveren en bronzen medailles kregen een papieren doos van imitatieleer. De voering van alle doosjes is van groen fluweel.